# Macrostemum bifenestratum
Macrostemum bifenestratum är en nattsländeart som först beskrevs av Navás 1929.  Macrostemum bifenestratum ingår i släktet Macrostemum och familjen ryssjenattsländor. Inga underarter finns listade i Catalogue of Life.